# Condado de Hamilton (Illinois)
O Condado de Hamilton é um dos 102 condados do Estado americano de Illinois. A sede do condado é McLeansboro, e sua maior cidade é McLeansboro. O condado possui uma área de 1 129 km² (dos quais 2 km² estão cobertos por água), uma população de 8 621 habitantes, e uma densidade populacional de 8 hab/km² (segundo o censo nacional de 2000). O condado foi fundado em 8 de fevereiro de 1821.